# Hoshina Masamitsu
Hoshina Masamitsu (保科正光; 1561 - 31 oktober 1631) was een daimyo uit de Japanse Sengoku-periode. Masamitsu was een zoon van Hoshina Masanao.
Nadat Masamitsu in de slag bij Sekigahara (1600) Tokugawa Ieyasu had gesteund kreeg hij het domein Takato als heerlijkheid. Met zijn vaders dood datzelfde jaar werd hij tevens het hoofd van de Hoshina-clan. Hij vocht mee bij de Belegering van Osaka (1614/1615).
Masamitsu kreeg de eer dat hij de vierde zoon van Tokugawa Hidetada - Tokugawa Yukimatsu - mocht adopteren, die later bekend zou staan als Hoshina Masayuki.